# Delfina di Francia
Il titolo di Delfina di Francia veniva conferito alle consorti del delfino, l'erede al trono del regno di Francia. Da  quando venne istituito il titolo alla fine della monarchia si sono susseguite quattordici delfine di Francia, di cui sette sono diventate regine.
 Il titolo di delfina era un titolo prettamente onorifico, ed il suo ruolo a corte era molto simile a quello della Principessa di Galles, consorte dell'erede al trono britannico.

## Valois
| Immagine | Nome                   | Padre                                                    | Nascita          | Matrimonio       | Diventò Delfina                            | Cessò di essere Delfina           | Morte            | Marito                |
| -------- | ---------------------- | -------------------------------------------------------- | ---------------- | ---------------- | ------------------------------------------ | --------------------------------- | ---------------- | --------------------- |
|          | Giovanna di Borbone    | Pietro I, duca di Borbone (Borbone)                      | 3 febbraio 1338  | 8 aprile 1350    | 22 agosto 1350 il marito diventa Delfino   | 8 aprile 1364 diventa Regina      | 6 febbraio 1378  | Carlo, I Delfino      |
|          | Margherita di Borgogna | Giovanni Senza Paura, duca di Borgogna (Valois-Borgogna) | 1393             | 31 agosto 1412   | 31 agosto 1412                             | 18 December 1415 morte del marito | 2 febbraio 1441  | Luigi, VI Delfino     |
|          | Giacomina di Hainaut   | Guglielmo II, duca di Baviera (Wittelsbach)              | 16 agosto 1401   | 6 agosto 1415    | 18 dicembre 1415 il marito diventa Delfino | 5 aprile 1417 morte del marito    | 8 ottobre 1436   | Giovanni, VII Delfino |
|          | Maria d'Angiò          | Luigi II, duca d'Angiò (Angioini)                        | 1404             | 22 aprile 1422   | 22 aprile 1422                             | 21 ottobre 1422 diventa Regina    | 1463             | Carlo, VIII Delfino   |
|          | Margherita di Scozia   | Giacomo I di Scozia (Stuart)                             | 25 dicembre 1424 | 24 giugno 1436   | 24 giugno 1436                             | 16 agosto 1445                    | 16 agosto 1445   | Luigi, IX Delfino     |
|          | Carlotta di Savoia     | Ludovico, duca di Savoia (Savoia)                        | 11 novembre 1445 | 14 febbraio 1451 | 14 febbraio 1451                           | 22 luglio 1461 diventa Regina     | 1º dicembre 1483 | Luigi, IX Delfino     |

## Valois-Angoulême
| Immagine | Nome                | Padre                                          | Nascita         | Matrimonio      | Diventò Delfina                          | Cessò di essere Delfina       | Morte           | Marito                  |
| -------- | ------------------- | ---------------------------------------------- | --------------- | --------------- | ---------------------------------------- | ----------------------------- | --------------- | ----------------------- |
|          | Caterina de' Medici | Lorenzo II de' Medici, duca di Urbino (Medici) | 13 aprile 1519  | 28 ottobre 1536 | 10 agosto 1536 il marito diventa Delfino | 31 marzo 1547 diventa Regina  | 5 gennaio 1589  | Enrico, XVI Delfino     |
|          | Maria I di Scozia   | Giacomo V di Scozia (Stuart)                   | 8 dicembre 1542 | 24 aprile 1558  | 24 aprile 1558                           | 10 luglio 1559 diventa Regina | 8 febbraio 1587 | Francesco, XVII Delfino |

## Borbone
| Immagine | Nome                             | Padre                                                 | Nascita          | Matrimonio       | Diventò Delfina                             | Cessò di essere Delfina                                                                     | Morte            | Marito                                 |
| -------- | -------------------------------- | ----------------------------------------------------- | ---------------- | ---------------- | ------------------------------------------- | ------------------------------------------------------------------------------------------- | ---------------- | -------------------------------------- |
|          | Maria Anna Vittoria di Baviera   | Ferdinando Maria, elettore di Baviera (Wittelsbach)   | 28 novembre 1660 | 7 marzo 1680     | 7 marzo 1680                                | 20 aprile 1690                                                                              | 20 aprile 1690   | Luigi, "le Grand Dauphin", XX Delfino  |
|          | Maria Adelaide di Savoia         | Vittorio Amedeo II, duca di Savoia (Savoia)           | 6 dicembre 1685  | 7 dicembre 1697  | 14 aprile 1711 il marito diventa Delfino    | 12 febbraio 1712                                                                            | 12 febbraio 1712 | Luigi, "le Petit Dauphin", XXI Delfino |
|          | Maria Teresa Raffaella di Spagna | Filippo V di Spagna (Borbone)                         | 11 giugno 1726   | 23 febbraio 1745 | 23 febbraio 1745                            | 22 luglio 1746                                                                              | 22 luglio 1746   | Luigi Ferdinando, XXIV Delfino         |
|          | Maria Giuseppina di Sassonia     | Augusto III di Polonia (Wettin)                       | 4 novembre 1731  | 9 febbraio 1747  | 9 febbraio 1747                             | 20 dicembre 1765 morte del marito                                                           | 13 marzo 1767    | Luigi Ferdinando, XXIV Delfino         |
|          | Maria Antonietta d'Austria       | Francesco I, Sacro Romano Imperatore (Asburgo-Lorena) | 2 novembre 1755  | 16 maggio 1770   | 16 maggio 1770                              | 10 maggio 1774 diventa Regina                                                               | 16 ottobre 1793  | Luigi Augusto, XXV Delfino             |
|          | Maria Teresa Carlotta di Francia | Luigi XVI di Francia (Borbone)                        | 19 dicembre 1778 | 10 giugno 1799   | 16 settembre 1824 il marito diventa Delfino | 2 agosto 1830 diventa de jure Regina, ma il marito fu immediatamente costretto ad abdicare. | 19 ottobre 1851  | Luigi Antonio, XXVIII Delfino          |